# Asesinato de Anna Svidersky
Ann Marie Harrison (Novoorenburgo, 26 de abril de 1988 - Vancouver, Washington; 20 de abril de 2006) fue una joven rusa que emigró a los Estados Unidos, y residía en el estado de Washington. Fue asesinada a los 17 años, mientras trabajaba en un restaurante de la franquicia de comida rápida McDonald's, por David Barton Sullivan, un esquizofrénico condenado en dos ocasiones por delitos sexuales. La noticia de su muerte se difundió rápidamente por todo el mundo, inicialmente a través del sitio de amigos de Internet MySpace, donde tenía una página personal, y después a través de otros sitios similares. El periódico británico The Guardian llegó a comparar la generalizada expresión de dolor por la muerte de Anna entre desconocidos de todo el mundo con la que se produjo tras la muerte de Diana de Gales.

## Trasfondo
Anna Svidersky nació en Rusia. Su familia procedía de Novoorenburgo, una pequeña ciudad cercana a la frontera con Kazajistán y a unos 900 kilómetros al sureste de Moscú. Se trasladaron a California antes de que cumpliera dos años. Tenía un hermano mayor y dos hermanas pequeñas. En 2001, su madre, Esther, se trasladó con los niños a Vancouver (Washington), donde tiene parientes, tras divorciarse de Andrew Svidersky.
Svidersky estudiaba en el instituto Fort Vancouver de Vancouver y trabajaba en el McDonald's de Andresen Road. Tenía intención de ir a la universidad después del último curso, y se iba a graduar en junio. El año anterior a su muerte, trabajó hasta en tres empleos distintos a la vez, además de estudiar.

## Muerte
David Barton Sullivan, que ya había sido condenado dos veces por delitos sexuales, salió de su casa el día del asesinato con la intención de "hacer daño a una mujer" y, según la policía, no conocía a Anna Svidersky. Entró en el McDonald's de Andresen Road hacia las 20 horas y la apuñaló con un cuchillo de cocina.
Sullivan fue capturado poco después del ataque. Se había deshecho del cuchillo que utilizó, pero todavía estaba cubierto de sangre cuando lo descubrieron. Fue acusado de asesinato en primer grado, pero el 26 de junio de 2007 fue absuelto por demencia e ingresado indefinidamente en un hospital psiquiátrico.

## Hechos posteriores
El asesinato dominó las noticias en su ciudad natal. Los amigos de Svidersky crearon una página dedicada en el portal web MySpace, que llegó a recibir más de 1 200 mensajes en tres días. Los internautas de otros sitios, como YouTube, también publicaron homenajes.
El restaurante McDonald's en el que trabajaba en Vancouver celebró una jornada de recaudación de fondos para su familia, en la que intentaba conseguir 15 000 dólares, pero aumentaron de lejos ese tope, alcanzado casi 85 000, hasta el 28 de abril de 2006, y finalmente se quedó sin comida. McDonald's Corp. igualó 1,50 dólares por dólar y otras franquicias locales de McDonald's 25 céntimos por dólar.
La noticia del asesinato de Svidersky se difundió por todo el mundo en cuestión de días a través de sitios de Internet, creando un fenómeno de duelo colectivo por parte de los usuarios, la gran mayoría de los cuales eran completos desconocidos para ella. En Reino Unido, el periódico The Guardian comparó la expresión generalizada de dolor por parte de desconocidos con la que se produjo tras la muerte de Diana de Gales. El periódico citaba al grupo de reflexión CIVITAS de 2004, que describió ese duelo como una "enfermedad del duelo", relacionada con las propias necesidades emocionales de la gente, más que con cualquier relación real con el fallecido. De Volkskrant comparó el duelo masivo con el que siguió a la muerte del cantante holandés André Hazes, y también señaló la pérdida personal existente como la causa principal.
Philip Rayner, profesor titular de Comunicación Audiovisual en la Universidad de Gloucestershire, consideró que la reacción a la muerte de Svidersky apuntaba a un cambio de las interacciones sociales que se había producido en los últimos años, y en particular al fenómeno de la difusión global casi inmediata de la información, pero que en su caso un aspecto significativo era también "el sentido de comunidad y la respuesta emocional compartida".
Richard Watson, en su libro Future files: the 5 trends that will shape the next 50 years, hablaba de la "inmortalidad digital" a través de los registros de internet, y citaba a Svidersky, cuya página de MySpace "permanecería, potencialmente para siempre", como su "otra vida digital". Der Spiegel afirmaba que Svidersky era famosa, aunque póstumamente, de una forma nueva: no a través de los medios tradicionales, como en la época de Andy Warhol, sino, como en el caso de Star Wars Kid, a través de la página web/blog/vídeo y las visitas de Google.